# Carl Giskra

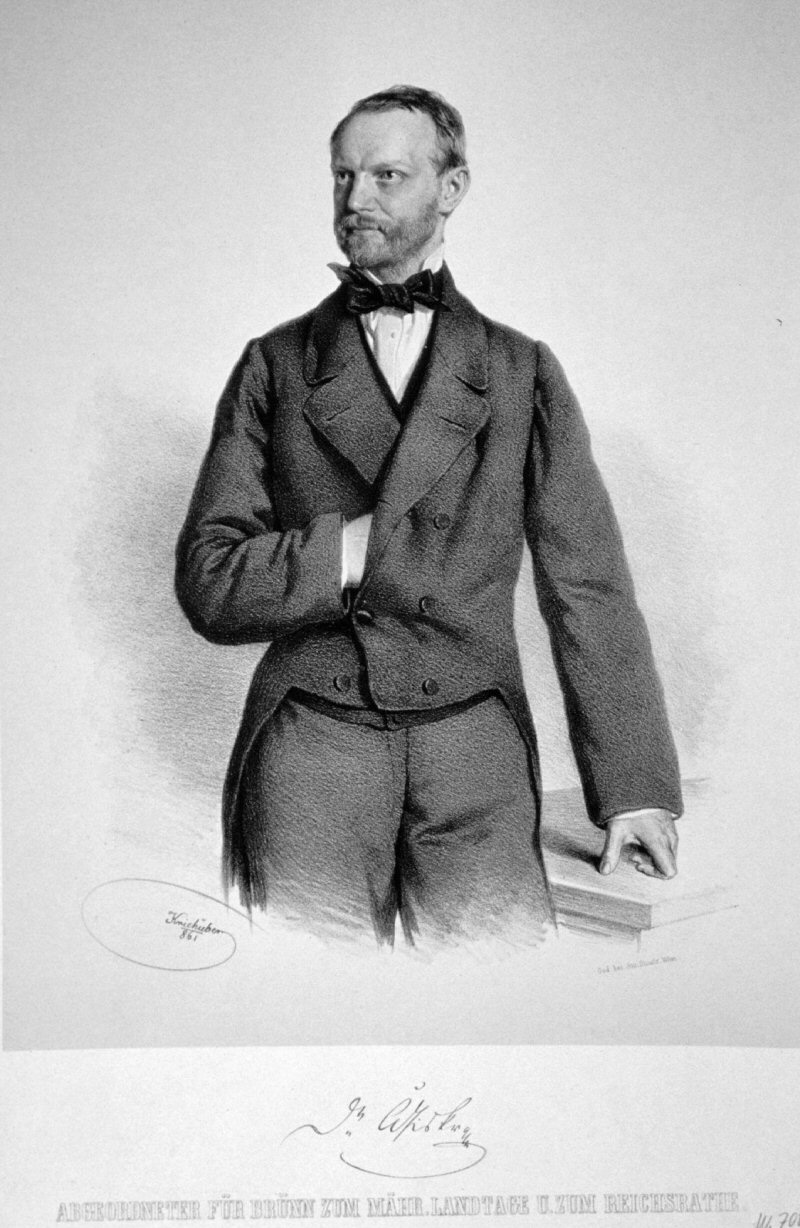
Carl Giskra, Lithographie von Joseph Kriehuber 1861

Carl Giskra (auch Karl; * 29. Januar 1820 in Mährisch-Trübau; † 1. Juni 1879 in Baden bei Wien) war ein deutschmährischer Politiker im Kaisertum Österreich und nach 1867 in der k.u.k. Doppelmonarchie Österreich-Ungarn. Er war 1848/49 linksliberales und großdeutsches Mitglied der Frankfurter Nationalversammlung. Als einer der wichtigsten Vertreter der deutschliberalen Verfassungspartei war er von 1861 bis 1879 Abgeordneter zum österreichischen Reichsrat sowie 1866/67 Bürgermeister der Stadt Brünn, im Jahr 1867 Präsident des Abgeordnetenhauses und anschließend bis 1870 Innenminister von Cisleithanien.

## Leben
Carl Giskra, Sohn eines Rotgerbers, besuchte das Gymnasium und die Philosophische Lehranstalt in Brünn. 1837 nahm er ein Studium der Rechtswissenschaft und der Philosophie an der Universität Wien auf, wo er 1840 die philosophische und 1843 die juristische Doktorwürde erlangte. Von 1846 bis 1848 unterrichtete er als Supplent der Staatswissenschaften an der Universität Wien.
Zu Beginn der Märzrevolution 1848 war Giskra Mitgründer und Organisator des Juristenkorps der Akademischen Legion in Wien. Im Mai 1848 gehörte er zu den Wortführern der „Sturmpetition“, die eine Rücknahme der zuvor oktroyierten Pillersdorfschen Verfassung verlangte. Als Abgeordneter des mährischen Wahlkreises von Olmütz und Mährisch Trübau wurde er in die Frankfurter Nationalversammlung gewählt, wo er sich dem linken Zentrum (Fraktion Württemberger Hof) anschloss und für die großdeutsche Lösung eintrat. Giskra gehörte auch noch dem Stuttgarter Rumpfparlament an, bis dieses im Juni 1849 gewaltsam aufgelöst wurde. Weil er in Österreich wegen des Verdachts der Teilnahme an demokratisch-republikanischen Unruhen per Haftbefehl gesucht wurde, hielt Giskra sich in Süddeutschland und Russisch-Polen auf. 1850 wurde er amnestiert und kehrte nach Wien zurück, wo er in den folgenden Jahren als Konzipient bei dem Advokaten Eugen Megerle von Mühlfeld arbeitete. 1859 wurde er selbst zur Advokatur zugelassen und praktizierte ab dem folgenden Jahr als Rechtsanwalt in Brünn.
Nach dem Erlass des Februarpatents war Giskra von 1861 bis 1870 Abgeordneter der deutsch-liberalen Partei im mährischen Landtag, von 1861 bis 1867 gehörte er auch dem Landesausschuss an. Zusätzlich wurde er 1861 als Abgeordneter der Stadt Brünn in den Reichsrat gewählt. Dort war er Obmann der „Großösterreichischen Partei“, die sich 1863 dem „Klub der Linken“ anschloss, welcher wiederum 1872 in der Verfassungspartei aufging. In einer Debatte um mögliche Autonomie für die Länder der Böhmischen Krone fiel er mit der Aussage auf, dass die böhmischen Krone eine mythische Erfindung der Neuzeit sei und eine Titulatur als König von Böhmen einen ähnlichen Stellenwert hätte wie die Titulatur als König von Jerusalem. Zwar war Giskra ein Vertreter des gemäßigten Konstitutionalismus, jedoch lehnte er politische Ansprüche der tschechischen Bevölkerung ab.
Von Juli 1866 bis Dezember 1867 war Carl Giskra Bürgermeister von Brünn und entfaltete eine anerkannte administrative und organisatorische Tätigkeit. Als Brünn im Preußisch-Österreichischen Krieg besetzt war, traf er den preußischen Ministerpräsidenten Bismarck, der Giskra während der Verhandlungen von Nikolsburg mit einer Friedensmission nach Wien sandte. Von Mai bis Ende Dezember 1867 war er Präsident des österreichischen Abgeordnetenhauses. In diese Zeit fiel der Österreichisch-Ungarische Ausgleich, die Schaffung der Doppelmonarchie und das Inkrafttreten der Dezemberverfassung, für die sich Giskra eingesetzt hatte.
Anschließend war er bis April 1870 erster Innenminister „Cisleithaniens“ (d. h. der österreichischen Reichshälfte) im von Deutschliberalen dominierten Bürgerministerium unter den Ministerpräsidenten Karl von Auersperg, Eduard Taaffe, Ignaz von Plener und Leopold Hasner von Artha. Giskra führte vor allem die Trennung der politischen Verwaltung von der Justiz durch, außerdem trat er für die Lösung des Konkordates ein. Nach dem Zusammentritt des neuen Landtags trat er im September 1868 von seinem Brünner Abgeordnetenmandat zurück. Schon im folgenden Monat wurde er aber auf den freigewordenen Sitz des verstorbenen Wiener Abgeordneten Eugen Megerle von Mühlfeld gewählt. Von 1868 bis 1873 war er außerdem Mitglied des niederösterreichischen Landtags. Nach seiner Amtszeit als Innenminister war Giskra von 1871 bis 1879 Oberprokurator der Ersten österreichischen Spar-Casse. Ab 1873 war er wieder Abgeordneter der Stadt Brünn und gehörte dem Reichsrat bis zum Mai 1879 (wenige Tage vor seinem Tod) an.
Carl Giskra war in erster Ehe mit Aloisia Arnstein (* 1815 in Wien; † 1854 ebenda), einer Stiefnichte des Schriftstellers Benedikt David Arnstein, verheiratet; die Trauung hatte 1845 im Stephansdom stattgefunden. 1860 vermählte er sich mit Elisabeth Zuech, geb. Hauschka (* 1825 in Pettau; † 1900 in Wien). Der zweiten Ehe entstammte der gleichnamige Sohn Karl (* 22. Februar 1864 in Brünn, † 24. Oktober 1919 in Gersau, Kanton Schwyz), der 1871 zum Freiherrn von Giskra erhoben wurde. Als Angehöriger des österreichischen Diplomatischen Dienstes war er 1905 Legationsrat in Washington, 1910 in Sofia, 1914 außerordentlicher Gesandter Österreichs und bevollmächtigter Minister im Haag. Er soll Georg von Schönerer wegen eines verbalen Angriffs auf seinen verstorbenen Vater zum Duell gefordert haben.
Carl Giskra verstarb 1879 in einer von der Familie um 1870 bezogenen Villa in Baden bei Wien in der Marchetstraße 70. Er wurde am 3. Juni 1879 auf dem unweit gelegenen Friedhof St. Helena bestattet.
Die Brünner Kaunitz-Straße, tschechisch Kounicova, nach Wenzel Robert von Kaunitz benannt, trug 1885–1918 und 1940–1946 seinen Namen. 